# Мікеле Марколіні
Мікеле Марколіні (італ. Michele Marcolini, нар. 2 жовтня 1975, Савона) — італійський футболіст, що грав на позиції півзахисника. По завершенні ігрової кар'єри — тренер. З 2022 року очолює тренерський штаб національної збірної Мальти.
Виступав, зокрема, за клуби «Торіно», «Барі» та «К'єво», а також юнацьку збірну Італії.

## Клубна кар'єра
Народився 2 жовтня 1975 року в місті Савона.
У дорослому футболі дебютував 1990 року виступами за команду «Сора», в якій провів один сезон, взявши участь у 22 матчах чемпіонату. 
Своєю грою за цю команду привернув увагу представників тренерського штабу клубу «Торіно», до складу якого приєднався 1991 року. Відіграв за туринську команду наступні три сезони своєї ігрової кар'єри.
Протягом 1994—1997 років знову захищав кольори клубу «Сора».
У 1997 році уклав контракт з клубом «Барі», у складі якого провів наступні чотири роки своєї кар'єри гравця.  Більшість часу, проведеного у складі «Барі», був основним гравцем команди.
Згодом з 2001 по 2006 рік грав у складі команд «Віченца» та «Аталанта».
З 2006 року п'ять сезонів захищав кольори клубу «К'єво». Граючи у складі «К'єво» також здебільшого виходив на поле в основному складі команди.
Протягом 2011—2012 років захищав кольори клубу «Падова».
Завершив ігрову кар'єру у команді «Лумеццане», за яку виступав протягом 2012—2013 років.

## Виступи за збірні
У 1991 році дебютував у складі юнацької збірної Італії (U-16), загалом на юнацькому рівні взяв участь у 9 іграх, відзначившись одним забитим голом.

## Кар'єра тренера
Розпочав тренерську кар'єру відразу ж по завершенні кар'єри гравця, 2013 року, очоливши тренерський штаб клубу «Лумеццане», де пропрацював з 2013 по 2014 рік.
У 2017 році став головним тренером команди «Алессандрія», тренував алессандрійський клуб один рік.
Згодом протягом 2019–2020 років очолював тренерський штаб клубу «К'єво».
Протягом тренерської кар'єри також очолював команди «Реал Віченца», «Павія», «Сантарканджело», «АльбіноЛеффе» та «Новара».
З 2022 року очолює тренерський штаб національної збірної Мальти.
| Дата       | Місто   | Господарі          | Результат | Гості              | Турнір            | Голи         | Примітки     |
| ---------- | ------- | ------------------ | --------- | ------------------ | ----------------- | ------------ | ------------ |
| 23-3-2023  | Скоп'є  | Північна Македонія | 2 – 1     | Мальта             | Відбір до ЧЄ 2024 | Яннік Янкам  | Кап: С. Борг |
| 26-3-2023  | Та-Калі | Мальта             | 0 – 2     | Італія             | Відбір до ЧЄ 2024 | -            | Кап: С. Борг |
| 16-6-2023  | Та-Калі | Мальта             | 0 – 4     | Англія             | Відбір до ЧЄ 2024 | -            | Кап: С. Борг |
| 19-6-2023  | Трнава  | Україна            | 1 – 0     | Мальта             | Відбір до ЧЄ 2024 | -            | Кап: С. Борг |
| 6-9-2023   | Та-Калі | Мальта             | 1 – 0     | Гібралтар          | товариський матч  | Джозеф Мбонг | Кап: С. Борг |
| 12-9-2023  | Та-Калі | Мальта             | 0 – 2     | Північна Македонія | Відбір до ЧЄ 2024 | -            | Кап: -       |
| 14-10-2023 | Барі    | Італія             | 4 – 0     | Мальта             | Відбір до ЧЄ 2024 | -            | Кап: -       |
| 17-10-2023 | Та-Калі | Мальта             | 1 – 3     | Україна            | Відбір до ЧЄ 2024 | П. Борг      | Кап: -       |
| Усього     |         | Матчів             | 5         |                    | Голів             | 2            |              |